# Degache (delegación)
Degache es una delegación de la gobernación de Tozeur en Túnez. En abril de 2014 tenía una población censada de 28 543 habitantes.
Se encuentra ubicada en el centro-oeste del país, junto al lago salino Chott el Djerid y la frontera con Argelia.